# Посольство Польщі в Україні
Посольство Республіки Польща в Києві (пол. Ambasada Rzeczypospolitej Polskiej w Kijowie) — офіційне дипломатичне представництво Республіки Польщі в Україні, відповідає за розвиток та підтримання відносин між Польщею та Україною.

## Історія посольства

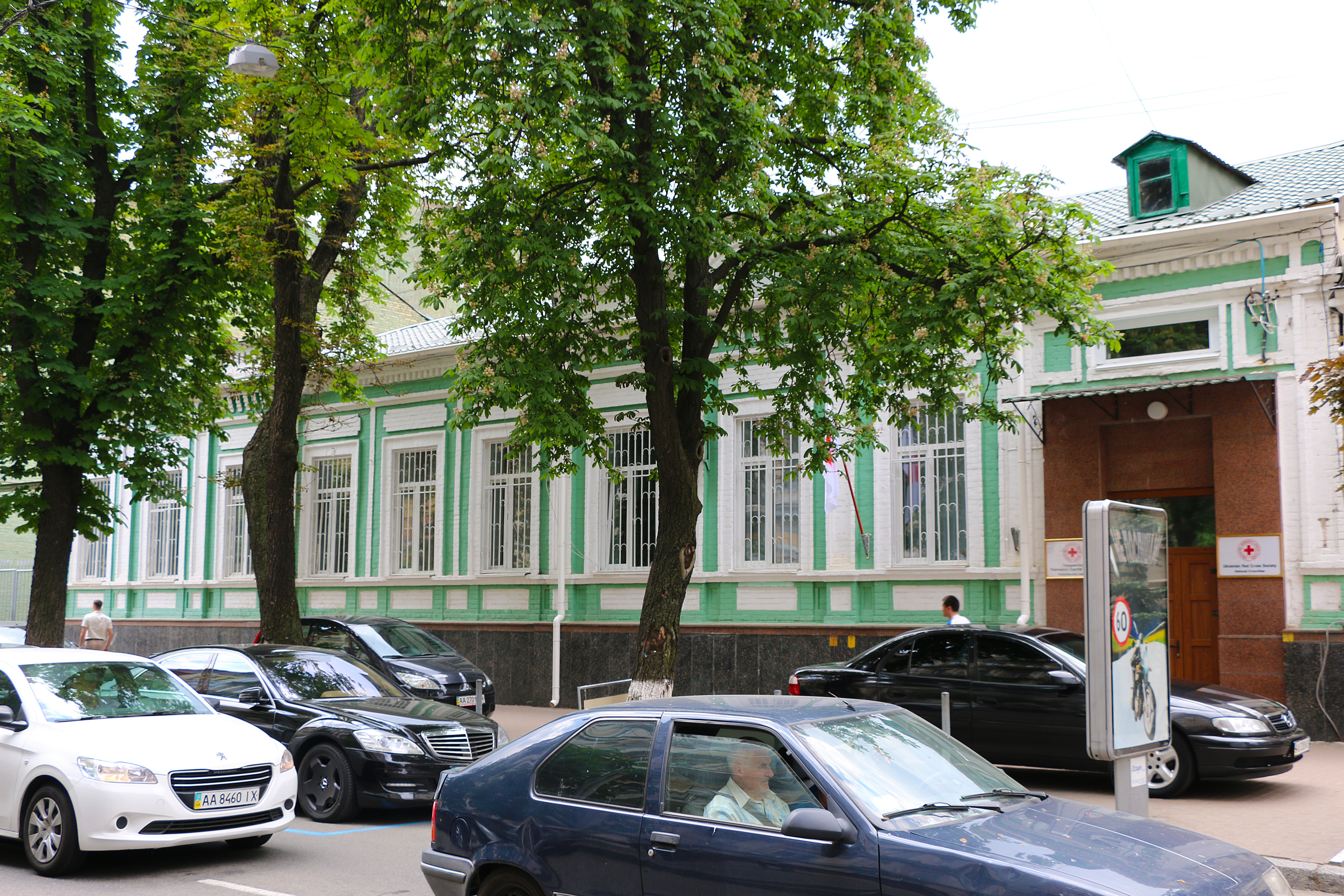
Будинок, в якому у 1918—1919 роках знаходилось Посольство Польщі в Україні. Київ, вул. Євгена Чикаленка, 30

У жовтні 1918 році до Києва прибув Ванькович Станіслав Олександрович у ранзі надзвичайного посла і повноважного міністра Польщі при гетьмані Павлу Скоропадському (Українська держава), секретарем був призначений Чеслав Прушинський. Вони мали повноваження від Регентської ради Королівства Польського, щодо встановлення дипломатичних відносин між Польщею та Україною. Рада Міністрів Української Держави, із свого боку, ухвалила постанову про створення з 20 жовтня 1918 р. у Варшаві посольства 2-го розряду на чолі з членом ради МЗС Олександром Карпинським.
У період УРСР в Харкові діяло польське представництво на рівні повірених у справах.
Після проголошення незалежності Україною 24 серпня 1991 року Польща стала першою у світі країною, яка офіційно визнала Україну 2 грудня 1991 року. 4 січня 1992 року між Україною та Польщею було встановлено дипломатичні відносини.

## Структура посольства
- Посол
- Радник-посланник, заступник посла
- Політичний відділ

Консульські округи Польщі в Україні

- Референт з питань науково-освітньої співпраці
- Бюро Аташе з питань оборони при Посольстві
- Економічний відділ
- Відділ адміністрації та фінансів
- Консульський відділ
- Відділ сприяння торгівлі та інвестиціям

## Посли Республіки Польща в Україні
| N     | Країна        | Посол                                 | Ambasadorowie                | Зображення | Термін      |
| ----- | ------------- | ------------------------------------- | ---------------------------- | ---------- | ----------- |
| 1     | Річ Посполита | Якуб Смяровський                      | Jakub Smiarowski             |            | (1648)      |
| 2     | Річ Посполита | Адам Кисіль                           | Adam Kisiel                  |            | (1648—1651) |
| 3     | Польща        | Станіслав Ванькович                   | Stanisław Wańkowicz (Senior) |            | (1918)      |
| 4     | Польща        | Богдан Кутиловський                   | Bogdan Kutylowski            |            | (1919—1920) |
| 5     | Польща        | Францішек Ян Пуласький                | Franciszek Jan Pułaski       |            | (1921)      |
| 6     | Польща        | Францішек Харват                      | Franciszek Charwat           |            | (1921—1923) |
| 7     | Польща        | Марцелі Шарота                        | Marceli Szarota              |            | (1923—1924) |
| 8     | Польща        | Єжи Козакевич                         | Jerzy Kozakiewicz            |            | (1992—1997) |
| 9     | Польща        | Єжи Бар                               | Jerzy Bahr                   |            | (1997—2001) |
| 10    | Польща        | Марек Зюлковський                     | Marek Ziółkowski             |            | (2001—2005) |
| 11    | Польща        | Яцек Ключковські                      | Jacek Kluczkowski            |            | (2005—2010) |
| т. п. | Польща        | Даріуш Гурчинський                    | Dariusz Górczyński           |            | (2010—2011) |
| 12    | Польща        | Генрик Літвін                         | Henryk Litwin                |            | (2011—2016) |
| 13    | Польща        | Ян Пєкло                              | Jan Piekło                   |            | (2016—2019) |
| 14    | Польща        | Бартош Ціхоцький                      | Bartosz Cichocki             |            | (2019—2023) |
| 15    | Польща        | Ярослав Гузи                          | Jarosław Guzy                |            | (2023—2024) |
| 16    | Польща        | Пьотр Лукасевич (тимчасово повірений) | Piotr Łukasiewicz            |            | (з 2024)    |

## Генеральні консульства Польщі в Україні
Генеральне консульство Республіки Польща у Харкові
- 61002 Харків, вул. Алчевських, 16
- https://www.gov.pl/web/ukraina-uk/general-consulate-kharkiv

Генеральне консульство Республіки Польща у Львові
- 79011 Львів, вул. Івана Франка, 108
- https://www.gov.pl/web/ukraina-uk/general-consulate-lviv

Генеральне консульство Республіки Польща в Луцьку
- 43016 Луцьк вул. Дубнівська, 22b
- https://www.gov.pl/web/ukraina-uk/general-consulate-lutsk

Генеральне консульство Республіки Польща в Одесі
- 65014 Одеса вул. Успенська, 2/1
- https://www.gov.pl/web/ukraina-uk/general-consulate-odessa

Генеральне консульство Республіки Польща у Вінниці
- 21050 Вінниця, вул. Миколи Оводова 51
- https://www.gov.pl/web/ukraina-uk/general-consulate-vinnytsia

Генеральне консульство Республіки Польща в Севастополі — закрито
- 99003 Севастополь, площа Пирогова, 3
- http://www.sewastopol.msz.gov.pl [Архівовано 12 серпня 2020 у Wayback Machine.]

Генеральне консульство Республіки Польща в Донецьку — закрито

## Польські консули в Україні

### Польські консули в Києві

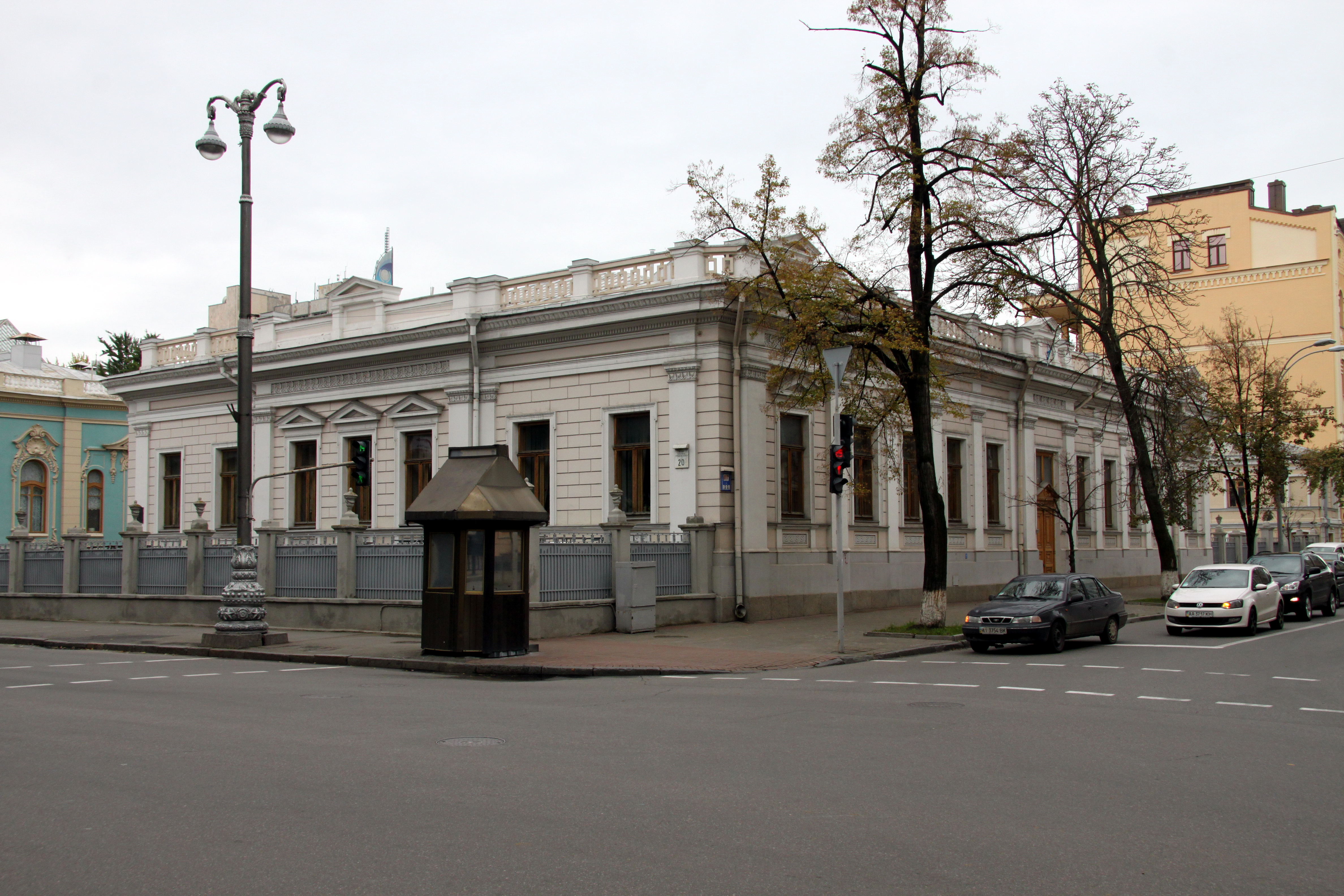
Вулиця Грушевського, 20. Будівля Генерального консульства Польщі в Києві (1923—1939)

1. Адам Рошковський (Adam Roszkowski) (1921—1922), консул, голова делегації з репатріації
2. Мечислав Бабинський (Mieczysław Babiński) (1926—1930), консул
3. Генрик Янковський (Henryk Jankowski) (1930—1933), консул
4. Станіслав Сосніцький (Stanisław Sośnicki) (1933—1934), консул
5. Ян Каршо-Седлевський (Jan Karszo-Siedlewski) (1935—1937), Ген. консул
6. Єжи Матусинський (Jerzy Matusiński) (1937—1939), Ген. консул
7. Александер Хлонд (Aleksander Chłond) (1947—1948), Ген. консул
8. Павло Влонський (Paweł Włoński) (1948—1949), віце-консул
9. Маріан Цеслік (Marian Cieślik) (1949), консул
10. Генрик Гордон (Henryk Gordon) (1952—1953), віце-консул
11. Петро Кергет (Piotr Kiergiet) (1953—1955), консул
12. Ванда Міхалевська (Wanda Michalewska) (1957—1965), Ген. консул
13. Щепан Стец (Szczepan Stec) (1965—1969), Ген. консул
14. Янош Грохульський (Janusz Grochulski) (1972-1975), Ген. консул
15. Леон Томашевський (Leon Tomaszewski) (1975—1978), Ген. консул
16. Владіслав Новак (Vladislav Novak) (1978—1979), Ген. консул[5]
17. Казимир Дера (Kazimierz Dera) (1979—1981), Ген. консул
18. Леон Котарба (Leon Kotarba) (1981—1982), Ген. консул
19. Юзеф Новотні (Józef Nowotny) (1982—1983), Ген. консул
20. Владислав Крук (Władysław Kruk) (1983—1986), Ген. консул
21. Річард Польковські (Ryszard Polkowski) (1987—1990), Ген. консул[6]

### Польські консули в Харкові
1. Міхал Свірський (Świrski Michał) (1 березня — 31 вересня 1924 р.);
2. Константи Заремба-Скшинський (Zaremba-Skrzyński Konstanty) (1 жовтня 1924 р. — 18 червня 1928 р.);
3. Станіслав Орачевський (Oraczewski Stanisław) (19 червня — 7 грудня 1928 р.);
4. Адам Стебловський (Adam Steblowski) (8 грудня 1928 р. — 28 червня 1932 р.);
5. Ян Каршо-Седлевський (Karszo-Siedlewski Jan) (1 грудня 1932 р. — 1 серпня 1934 р.);
6. Станіслав Сосніцький (Sośnicki Stanisław Adam) (2 серпня 1934 р. — 31 жовтня 1936 р.);
7. Тадеуш Бжезінський (Brzeziński Tadeusz) (1 листопада 1936 р. — 16 грудня 1937 р.)
8. Здіслав Новіцький (Zdzisław Nowicki) (1996—1998)
9. Міхал Журавський (Michał Żórawski) (1998—2003)
10. Ярослав Ксьонжек (Jarosław Książek) (2003—2006)
11. Гжегож Серочинський (Grzegorz Serochinsky) (2006—2010)
12. Ян Едвард Гранат (Jan Edward Granat) (14 серпня 2010—2013)
13. Станислав Лукасик (Stanisław Łukasik) (2013—2016)
14. Януш Яблонський (Janusz Jabłoński) (2016—2020)[7]
15. Пйотр Стаханчик (Piotr Stachańczyk) (з 2020)

### Польські консули у Львові
1. Влодзімеж Восковський (Włodzimierz Woskowski) (1987—1990), консул[8]
2. Януш Лукашевський (Janusz Łukaszewski) (1990—1991), консул[9]
3. Анджей Крентовський (Andrzej Krętowski) (1991), в. о. консула
4. Генрик Літвін (Henryk Litwin) (1991—1994), ген. консул
5. Марек Краєвський (Marek Krajewski) (1994—1995), в. о. ген. консула
6. Томаш-Марек Леонюк (Tomasz Marek Leoniuk) (1995—1997), ген. консул
7. Пйотр Коновроцький (Piotr Konowrocki) (1997—2000), ген. консул
8. Вінцент Дембицький (Wincenty Dębicki) (2000), в. о. ген. консула
9. Кшиштоф Савицький (Krzysztof Sawicki) (2000—2003), ген. консул
10. Януш Яблонський (Janusz Jabłoński) (2003—2004), в. о. ген. консул
11. Веслав Осуховський (Wiesław Osuchowski) (2004—2008), ген. консул
12. Ґжеґож Опалінський (Grzegorz Opaliński) (2008—2011), ген. консул
13. Ярослав Дрозд (Jarosław Drozd) (2011—2015), ген. консул
14. Вєслав Мазур (Wiesław Mazur) (2015—2017), ген. консул[10]
15. Рафал Вольський (Rafał Wolski) (2017—2019), ген. консул[11].
16. Катажина Солек (Katarzyna Sołek) (2019), в. о. ген. консула
17. Еліза Дзвонкєвіч (Eliza Dzwonkiewicz) (2019—2024), ген. консул
18. Дорота Дмуховска (Dorota Dmuchowska) (2024—2025), в. о. ген. консула
19. Марек Радзiвон (Marek Radziwon) (з 2025), ген. консул

### Польські консули у Луцьку
1. Войцех Галонзка (Wojciech Gałązka) (2003—2006), ген. консул
2. Томаш Янік (Tomasz Janik) (2007—2011), ген. консул
3. Марек Мартінек (Marek Martinek) (2011—2012), ген. консул
4. Беата Бживчи (Beata Brzywczy) (2013—2016), ген. консул[12][13][14]
5. Кшиштоф Савицький (Krzysztof Sawicki) (2016—2017), в. о. консула
6. Вєслав Мазур (Wiesław Mazur) (2017—2020)
7. Славомір Місяк (Sławomir Misiak) (2020—2024)
8. Кшиштоф Васілевський (Krzysztof Wasilewski) (2024—2025), в. о. консула[15]
9. Анна Новаковська (Anna Nowakowska) (з 2024)

### Польські консули в Одесі
1. Зенон Беліна Бжозовський (Zenon Brzozowski) (1918—1919), консул
2. Станіслав Сроковський (Stanisław Srokowski) (1919), консул
3. Анджей Собчак (Andrzej Sobczak) (2002—2005), ген. консул[16]
4. Анетта Сондей (Anetta Sondey) (2005—2006), ген. консул[17]
5. Вєслав Мазур (Wiesław Mazur) (2006—2010), ген. консул
6. Іоанна Стжельчік (Joanna Strzelczyk) (2010—2014), ген. консул[18]
7. Даріуш Шевчик (Dariusz Szewczyk) (2014—2018), ген. консул[19]
8. Анджей Шмідке (Andrzej Schmidtke) (2018—2020)
9. Катажина Солек (Katarzyna Sołek) (2020—2022)[20]
10. Агнєшка Мруз (Agnieszka Mróz) (2022—2024)
11. Яцек Ґоцловський (Jacek Gocłowski) (з 2024)[21]

### Польські консули в Севастополі
1. Вєслав Мазур (Wiesław Mazur) (2009—2014), ген. консул

### Польські консули у Вінниці
1. Кшиштоф Швідерек (Krzysztof Świderek) (2009—2015)
2. Томаш Олейнічак (Tomasz Olejniczak) (2015—2017)[22]
3. Дамян Цярціньскі (Damian Ciarciński) (2018—2024)
4. Матеуш Натковскі (Mateusz Natkowski) (2024—)

### Польські консули у Донецьку
1. Якуб Волонсевич (Jakub Wołąsiewicz) (2012—2015)

## Отримання віз
Консульські установи Польщі в Україні декларують демократизацію візового забезпечення для українців із поступовим переходом до безвізового режиму. Однак на практиці спостерігається протилежна тенденція. Так, починаючи з 2014 року отримати візи в консульських установах Польщі можна виключно в Пунктах прийому візових анкет до Польщі, сплативши за це сервісний збір тільки у двох польських банках — в «Ідеа банку» або «Кредо банку». Сервісний збір з незрозумілих причин постійно збільшується і прив'язаний до курсу євро. У Пунктах прийому візових анкет до Польщі постійно змінюють правила подачі і кількість документів на візу, не повідомляючи про це громадян України.
З осені 2014 року в Пункти прийому візових анкет до Польщі почали вимагати бронь польських готелів з оплатою броні, незалежно від того, чи їхатиме людина в цей готель, що дало змогу заробляти польським готелям і створювало додаткові витрати для громадін України. З середини лютого 2015 року вимогу про оплату броні скасували.
З січня 2015 року в Пункти прийому візових анкет до Польщі почали вимагати довідку з банку про рух коштів за останні 3 місяці. Коли людина приносить таку з якого-небудь банку, працівники центру повідомляють, що вона їм не підходить, і вимагають, щоб людина відкрила рахунок, поставила туди певну суму і отримала платну довідку про наявність коштів виключно в Кредобанку.